# Pierre Marsan
Pierre Marsan (né le 29 juin 1948 à Montréal) est un homme politique québécois. Il devient député de la circonscription de Robert-Baldwin à l'Assemblée nationale du Québec, représentant le Parti libéral du Québec, à l'occasion des élections générales québécoises de 1994. Il est réélu en 1998, 2003, 2007, 2008 et 2012. Il ne se représente pas en 2014.

## Biographie

### Avant la politique
Titulaire d'un baccalauréat en administration de l'Université du Québec à Montréal et d'une maîtrise en administration de la santé de l'Université de Montréal, Pierre Marsan occupe plusieurs postes de haute direction dans divers centres hospitaliers de la région de Montréal, notamment l'Institut de cardiologie de Montréal et l'Hôpital du Sacré-Cœur. Il est également professeur invité au département d'administration de l'Université de Montréal durant les années 1970.

### Carrière politique

#### Député de Robert-Baldwin
En 1994, jusqu'alors directeur général de l'Hôpital du Sacré-Cœur, il est élu député de la circonscription provinciale de Robert-Baldwin, située dans l'ouest de Montréal. Il est ensuite réélu à cinq reprises, soit en 1998, 2003, 2007, 2008 et 2012. Il occupe durant cette période les fonctions d'adjoint parlementaire du ministre de la Santé et des Services sociaux, du premier ministre Jean Charest et du ministre de l'Immigration et des Communautés culturelles.
Pendant ses mandats, il est également président de la Commission de l'éducation du 15 janvier au 14 septembre 2009, puis de la Commission de la culture et de l'éducation jusqu'au 1er août 2012. Du 7 novembre 2012 au 9 janvier 2014, il est vice-président de la Commission des institutions. Il ne s'est pas représenté en 2014.

#### Démêlés avec le Directeur général des élections
Le 16 septembre 2013, un journaliste révèle une lettre signée de Pierre Marsan et diffusée au sein de l'Association sépharade locale faisant état des « relations fraternelles » entretenues par le Parti libéral avec la communauté juive depuis vingt ans. La lettre sollicite les contributions des membres de la communauté en rappelant que la communauté « a pu profiter de généreuses contributions et du permis de la garderie » alors que le parti était au pouvoir.
Cet évènement est aussitôt qualifié de bourde par le parti, dont le chef Philippe Couillard s'empresse de rabrouer son député. Le Parti québécois et la Coalition avenir Québec montent aux barricades pour dénoncer ce qu'ils considèrent comme une pratique de retour d'ascenseur habituelle au Parti libéral, rappelant d'autres affaires semblables impliquant l'organisation.
Le lendemain, le Directeur général des élections du Québec (DGEQ), Jacques Drouin, annonce qu'il fera enquête à la suite de la révélation de la lettre afin déterminer s'il y a eu pratique de financement illégal dans la circonscription de Robert-Baldwin. Pierre Marsan ainsi que le président de sa campagne de financement Aimé Bensoussan, cosignataire de la lettre, seront interpellés,.